# Jonas Palm (Cellist)
Jonas Palm (* 16. Mai 1993 in Ludwigsburg) ist ein deutscher Cellist.

## Leben & Schaffen
Palm begann mit sieben Jahren das Cellospiel. Jonas Palm studierte bei Jean-Guihen Queyras, Conradin Brotbek, Clemens Hagen und Nicolas Altstaedt in Stuttgart, Salzburg und Berlin. 2007 gewann er den ersten Preis des Bundeswettbewerb „Jugend musiziert“, 2010 gewann er den Wettbewerb abermals und erhielt den Sikorski-Gedächtnispreis. 2011 erhielt er einen Preis im 19. Wettbewerbs des Deutschen Musikinstrumentenfonds in der Deutschen Stiftung Musikleben, wofür er als Leihgabe ein Violoncello von Paolo Antonio Testore (Mailand um 1750) aus dem Besitz der Stiftung erhielt, auf dem er fortan spielte. 2020 gewann er abermals den Wettbewerb als Cellist, diesmal bekam er als Leihgabe ein Violoncello von Francesco Ruggeri (Cremona um 1670–1680).
Als Stipendiat der Heidelberg Festival Akademie 2016 spielte Palm zusammen mit Marc-André Hamelin und Igor Levit. Neben dem Felix Mendelssohn Bartholdy Hochschulwettbewerb gewann er auch den ersten Preis im Deutschen Musikwettbewerb 2013, den Prémio Internacional Suggia (Porto) sowie den Concorso Enrico Mainardi. Außerdem erhielt er den Bruno Frey-Musikpreis und wurde auf Empfehlung von Tabea Zimmermann zum Protegé der Mentoring Initiative des Beethoven-Hauses Bonn ernannt.
Seit Herbst 2022 ist Jonas Palm Solocellist des Württembergischen Kammerorchesters Heilbronn.
Palm spielte als Solist unter anderem mit dem Radio-Sinfonieorchester Stuttgart des SWR, den Stuttgarter und Neubrandenburger Philharmonikern, dem Orchestre Royal de Chambre de Wallonie, dem Orquestra Sinfónica do Porto Casa da Música, der Klassischen Philharmonie Bonn, dem Sinfonieorchester Ludwigsburg und Concerto Ludwigsburg in bekannten Sälen wie das Konzerthaus Berlin, Beethovenhalle Bonn, Liederhalle Stuttgart, Meistersingerhalle Nürnberg und Bremer Glocke. Er hatte ebenfalls Auftritte auf dem Schleswig-Holstein Musik Festival, auf den Ludwigsburger Schlossfestspielen, den Kasseler Musiktagen und dem Young Euro Classic Berlin.
2015 veröffentlichte das Label Genuin seine Debüt-CD mit Werken von Beethoven, Mendelssohn, Janáček und Dutilleux.